# Feste veneziane
Feste veneziane (Les Fêtes vénitiennes) è un dipinto di Antoine Watteau, realizzato nel 1719 con la tecnica dell'olio su tela.
Il titolo deriva dalla copia di un'incisione dovuta a Laurent Cars.

## Descrizione
Il dipinto mostra un trattenimento a tema veneziano, allestito in un giardino privato di nobili francesi. Si tratta di una delle tipiche opere rappresentanti le cosiddette "feste galanti", di cui Watteau fu il pioniere.
Vi è una figura femminile principale, la danzatrice al centro della scena, presumibilmente l'attrice teatrale Christine Charlotte Desmares, amante del duca Filippo d'Orleans, il quale da lei ebbe una figlia illegittima.
Il ballerino col copricapo nero di fronte a lei è stato identificato con Nicolas Vleughels, pittore fiammingo amico di Watteau, che divenne in seguito direttore dell'Accademia di Roma (1725-36). Il suo abbigliamento, ispirato alla cultura araba, è tipico di molti comici italiani dell'epoca, che lo utilizzavano nei loro spettacoli.
Dietro questa coppia che balla il minuetto, siede sull'erba un nutrito gruppo di astanti, tra cui Watteau stesso riconoscibile nel suonatore di musette de cour. Spicca poi la figura di un cavaliere, nell'atto di corteggiare una signora, mentre altre due dame conversano con un attore. Sulla destra appare una fontana monumentale (abbellita da una statua raffigurante una ninfa, o forse la dea Venere) presso la quale è visibile una coppia a passeggio.